# غاري إل. ميلر
غاري إل. ميلر (بالإنجليزية: Gary L. Miller)‏ هو عسكري أمريكي، ولد في 19 مارس 1947 في كوفينغتون في الولايات المتحدة، وتوفي في 16 فبراير 1969 في محافظة بنه ديونغ في فيتنام.